# Hollywood (cântec de Jay-Z)
Hollywood este o piesă a lui Jay-Z în colaborare cu Beyoncé. Piesa face parte de pe albumul lui Jay-Z, Kingdom Come și de pe ediția de lux a celui de-al doilea album de studio al lui Beyoncé, B’Day. Piesa a fost lansată ca cel de-al patrulea single de pe albumul lui Jay-Z. inițial  Hollywood trebuia lansat undeva în februarie 2007, însă data lansării a fost schimbată, pentru 26 martie 2007, probabil datorită duetului lui Beyoncé cu Shakira, Beautiful Liar.

## Versiuni Oficiale
1. "Hollywood" (Clean radio edit) 4:18
2. "Hollywood" (Main) 4:17
3. "Hollywood" (Instrumental) 4:18
4. "Welcome to Hollywood" 3:18

## Prezența în Clasamente
"Hollywood" a intrat în clasamentul Billboard's R&B/Hip-Hop Singles & Tracks în februarie 2007, și a atins poziția cu numărul 52. De asemenea în clasamentul Hot Rap Tracks, unde a atins poziția cu numărul 21. Single-ul a mai apărut și în clasamentul din Australia și în clasamentul R&B din Lituania.

## Clasamente
| Clasament (2007)                | Poziția maximă |
| ------------------------------- | -------------- |
| Australian Singles Chart        | 98             |
| Australia Urban Chart           | 25             |
| LCC Hot R&B/Hip-Hop Songs       | 4              |
| Billboard Hot R&B/Hip-Hop Songs | 52             |
| Billboard Hot Rap Tracks        | 21             |